# 盖斯特
盖斯特，是匈牙利贝凯什州所辖的一个村。总面积51.39平方公里，总人口764，人口密度14.9人/平方公里（2011年1月1日）。